# Batkiv, Brodî
Batkiv (în ucraineană Батьків) este localitatea de reședință a comunei Batkiv din raionul Brodî, regiunea Liov, Ucraina.

## Demografie
Componența lingvistică a localității Batkiv
     Ucraineană (100%)
Conform recensământului din 2001, toată populația localității Batkiv era vorbitoare de ucraineană (100%).